# Gotthard von Tyszka
Gotthard Otto Heinrich von Tyszka (* 27. November 1801 auf Gut Weischnuren, Kreis Rastenburg, Ostpreußen; † 3. September 1877 in Elbing, Westpreußen) war ein ostpreußischer Jurist und Rittergutsbesitzer sowie Mitglied des Reichstags des Norddeutschen Bundes.

## Leben
Tyskas Eltern waren der preußische Amtmann und Kreisdeputierte Friedrich Wilhelm von Tyszka und dessen zweite Ehefrau Friederike Wilhelmine Hoyer. Friedrich Wilhelm erhielt preußischer Adelstand in Form gnadenweiser Erneuerung als „von Tyszka“ im Jahr 1810.
Gotthard von Tyszka studierte von 1821 bis 1824 Rechtswissenschaft an der Albertus-Universität Königsberg, der Rheinischen Friedrich-Wilhelms-Universität Bonn, der Ruprecht-Karls-Universität Heidelberg und der Humboldt-Universität zu Berlin. Anschließend war er in Königsberg als Auskultator beim Stadtgericht sowie als Referendar beim Oberlandesgericht und der Regierung tätig. 1830 erwarb er das Rittergut Ribben im Kreis Sensburg. 1864 trat er seine Besitzungen an seinen Sohn ab und lebte seitdem als Privatier auf Gut Neusorge im Kreis Sensburg.
1867 war er Mitglied des Konstituierenden Reichstags des Norddeutschen Bundes für den Reichstagswahlkreis Regierungsbezirk Gumbinnen 7 und die Konservative Partei.
Tyszka heiratete 1831 Johanna Schiefferdecker. Das Paar hatte vier Kinder.